# Adra (India)
Adra (en bengalí, আদ্রা ) es una localidad de la India situada en el distrito de Purulia, en el estado de Bengala Occidental (en inglés, West Bengal). Según el censo de 2011, tiene una población de 14 956 habitantes.

## Geografía
Está situada a una altitud de 185 metros sobre el nivel del mar, a unos 242 km de la capital estatal, Calcuta, en la zona horaria UTC +5:30.